# AF Большого Пса
AF Большого Пса (лат. AF Canis Majoris) — двойная затменная переменная звезда типа Алголя (EA) в созвездии Большого Пса на расстоянии приблизительно 4874 световых лет (около 1494 парсека) от Солнца. Видимая звёздная величина звезды — от +15m до +11,85m. Орбитальный период — около 8,382 суток.